# Syntormon luteicornis
Syntormon luteicornis är en tvåvingeart som beskrevs av Octave Parent 1927. Syntormon luteicornis ingår i släktet Syntormon och familjen styltflugor. Inga underarter finns listade i Catalogue of Life.